# صامويل جوسلين
صامويل جوسلين (بالإنجليزية: Samuel Joslin)‏ هو ممثل بريطاني، ولد في 17 يناير 2002 في المملكة المتحدة.

## أعمال

### أفلام
- (2012) المستحيل[4]
- (2014) بادنغتون[5][6]

## وصلات خارجية
- صامويل جوسلين على موقع IMDb (الإنجليزية)
- صامويل جوسلين على موقع ألو سيني (الفرنسية)
- صامويل جوسلين على موقع أول موفي (الإنجليزية)
- صامويل جوسلين على موقع قاعدة بيانات الأفلام السويدية (السويدية)
- صامويل جوسلين على موقع قاعدة بيانات الفيلم (الإنجليزية)
- صامويل جوسلين على موقع كينوبويسك (الروسية)